# Darius Kaminskas
Darius Kaminskas (ur. 16 marca 1966 w Kłajpedzie) – litewski lekarz, samorządowiec i polityk, poseł na Sejm Republiki Litewskiej.

## Życiorys
W 1992 ukończył studia medyczne na Uniwersytecie Medycznym w Kownie. W 1996 uzyskał na tej samej uczelni specjalizację z zakresu położnictwa i ginekologii. W 2006 został magistrem administracji publicznej na Uniwersytecie Technicznym w Kownie. W 1995 został zatrudniony jako ginekolog w klinice położnictwa i ginekologii szpitala w Kiejdanach. W latach 2004–2016 był kierownikiem tej kliniki. W 1998 podjął jednocześnie prywatną praktykę lekarską.
Był członkiem Nowego Związku (1999–2004), następnie Partii Pracy (do 2006) i Partii Demokracji Obywatelskiej (do 2008). Od 2000 był wybierany na radnego rejonu kiejdańskiego. W latach 2002–2004 pełnił funkcję zastępcy mera tego rejonu. W wyborach parlamentarnych w 2016 uzyskał mandat posła na Sejm. Został wybrany w okręgu jednomandatowym jako kandydat niezależny, w parlamencie dołączył do frakcji Litewskiego Związku Rolników i Zielonych.